# Neolamprologus buescheri
Neolamprologus buescheri är en fiskart som först beskrevs av Staeck, 1983.  Neolamprologus buescheri ingår i släktet Neolamprologus och familjen Cichlidae. IUCN kategoriserar arten globalt som otillräckligt studerad. Inga underarter finns listade i Catalogue of Life.